# Teddy Riner
Teddy Pierre-Marie Riner (ur. 7 kwietnia 1989 w Pointe-à-Pitre, Gwadelupa) – francuski judoka, pięciokrotny złoty i trzykrotny brązowy medalista olimpijski, jedenastokrotny mistrz świata, sześciokrotny mistrz Europy.

## Kariera sportowa
Największym sukcesem zawodnika jest czterokrotne zdobycie złotego medalu igrzysk olimpijskich: indywidualnie w Londynie, Rio de Janeiro i Paryżu oraz drużynowo w Tokio (z ekipą Francji). Jest jedenastokrotnym mistrzem świata.
Startował w Pucharze Świata w 2006, 2010 i 2012 roku.
26 lipca 2024, podczas ceremonii otwarcia letnich Igrzysk Olimpiskich w Paryżu, razem z Marie-José Pérec zapalił znicz olimpijski.

## Odznaczenia
- Officier Orderu Legii Honorowej – 2021[4]
- Chevalier Orderu Legii Honorowej – 2012[5]
- Commandeur Orderu Narodowego Zasługi – 2024[6]
- Officier Orderu Narodowego Zasługi – 2016[7]
- Chevalier Orderu Narodowego Zasługi – 2008[8]